# Aleksandra Gasztold
Aleksandra Gasztold z domu Zięba – polska politolożka, doktor habilitowana nauk społecznych, profesor uczelni Uniwersytetu Warszawskiego, wykładowczyni na Wydziale Nauk Politycznych i Studiów Międzynarodowych UW. Specjalistka w zakresie badań na terroryzmem. Autorka licznych publikacji z zakresu problematyki radykalizacji i udziału kobiet w organizacjach terrorystycznych. 

## Życiorys
Tytuł zawodowy magistra politologii uzyskała  14 czerwca 2004 r. na Wydziale Dziennikarstwa i Nauk Politycznych. Podstawą była praca magisterska pt. Deutschlandpolitik rządów Konrada Adenauera i Helmuta Kohla. Analiza porównawcza. 13 maja 2009 r. uzyskała stopień doktora nauk humanistycznych w dyscyplinie nauk o polityce na podstawie pracy Problem rozszerzania Unii Europejskiej w polityce zagranicznej Republiki Federalnej Niemiec, obronionej na ówczesnym Wydziale Dziennikarstwa i Nauk Politycznych UW. 24 października 2018 r. uzyskała na macierzystym wydziale, noszącym już wówczas nazwę Wydziału Nauk Politycznych i Studiów Międzynarodowych UW, habilitację w dziedzinie nauk społecznych w dyscyplinie nauk o polityce na podstawie dorobku naukowego oraz rozprawy Terroryzm w ujęciu feministycznym. Od 1 lipca 2020 r. zatrudniona na stanowisku profesora uczelni.
Należała do kadry naukowo-dydaktycznej Instytutu Nauk Politycznych UW do momentu jego rozwiązania, a po reorganizacji wydziału w 2019 r. znalazła się wśród pracowników Katedry Bezpieczeństwa Wewnętrznego. Pełni funkcję Rzeczniczki Dyscyplinarnej ds. Studentów i Doktorantów Uniwersytetu Warszawskiego (2020-2024).
Jest ekspertką społeczną Rządowego Centrum Bezpieczeństwa oraz Ośrodka Analiz Politologicznych i Studiów nad Bezpieczeństwem UW. Promuje udział kobiet w badaniach nad bezpieczeństwem. Jest członkinią komitetu sterującego i Sekretarz Generalną  Women in International Security Poland (WIIS Poland) oraz Women's Intelligence Network.
Od 2014-2022 była Redaktorką Naczelną czasopisma naukowego Securo (ISNN 2353-6330) dedykowanego promocji młodych badaczy w zakresie dyscypliny nauki o bezpieczeństwie. 
Od 2022 jest Redaktorką Naczelną anglojęzycznego czasopisma naukowego Applied Cybersecurity & Internet Governance (ACIG, ISSN: 2956-3119 | E-ISSN: 2956-4395) wydawanego przez NASK Państwowy Instytut Badawczy. 
Córka prof. dr hab. Ryszarda Zięby i prof. UW dr hab. Wandy Decyk-Zięby. Żona dra Przemysława Gasztolda.

## Wybrane publikacje
- Resexualization of violence in the Russian-Ukraine War, in: The War in Ukraine (Dis)information – Perception – Attitudes edited by M. Musiał-Karg & N. Lubik-Reczek, Peter Lang 2023.
- Beyond or In the Midst of the Masculinized Intelligence Community in Poland, „International Journal of Intelligence and Counterintelligence” 2022.
- The Role of Anti-Terrorist Coordination Centers in the Security Systems of Germany and Poland. A Comparative Analysis, wspólnie z D. Szlachterem, „Studia Politologiczne" 2022.
- A conspiracy of silence: the CIA black sites in Poland, “International Politics” Maj 2021.
- Feminist Perspectives on Terrorism: Critical Approaches to Security Studies, Springer Nature 2020.
- The Polish Counterterrorism System and Hybrid Warfare Threats, wspólnie z P. Gasztoldem, „Terrorism and Political Violence"  25 June 2020.
- Badania radykalizacji kobiet do terroryzmu dżihadystycznego, „Przegląd Politologiczny” 2020, nr 1.
- US Influence on German-Polish Cooperation in the Field of Eastern Policy, in: W. Hilz, Sh.Minasyan, M.Raś (eds.), Ambiguities of Europe’s Eastern Neighbourhood: Perspectives from Germany and Poland, Springer VS: Wiesbaden 2020.
- Kategoria gender w badaniach nad bezpieczeństwem, w: E. Waśko-Owsiejczuk (red.), Kobiety w polskich służbach mundurowych - role, zadania i wyzwania, Aspra: Warszawa 2018.
- Strategie antyterrorystyczne USA i RFN po 11 września 2001 r., Kwartalnik Naukowy OAP UW "e-Politikon" 2017, nr 21.
- Systemy antyterrorystyczne Federacji Rosyjskiej i Republiki Litewskiej, „Studia Politologiczne" 2017, Vol. 43.
- Służby specjalne we współczesnym państwie, współred. z Z. Siemiątkowskim, Dom Wydawniczy Elipsa 2016.
- The Problem of Security Through the Gendered Lens, „Annals of the University of Craiova, Series: Philology - English Year XVII, No. 1, 2016.
- Countering Radicalisation of Muslim Community Opinions on the EU Level, wspólnie z D. Szlachterem, „International Studies. Interdisciplinary Political and Cultural Journal" 2015, Vol. 17.
- Counterterrorism Systems of Spain and Poland: Comparative Studies, „Przegląd Politologiczny" 2015, No 3.
- Służby specjalne we współczesnym państwie, red. wspólnie z Z. Siemiątkowskim, Dom Wydawniczy Elipsa: Warszawa 2016.
- Die Erweiterung der Europäischen Union in der Außenpolitik der Bundesrepublik Deutschland, Unikat2: Katowice 2011.
- Rola Niemiec w rozszerzaniu Unii Europejskiej, Poltext: Warszawa 2010.